# Сіве

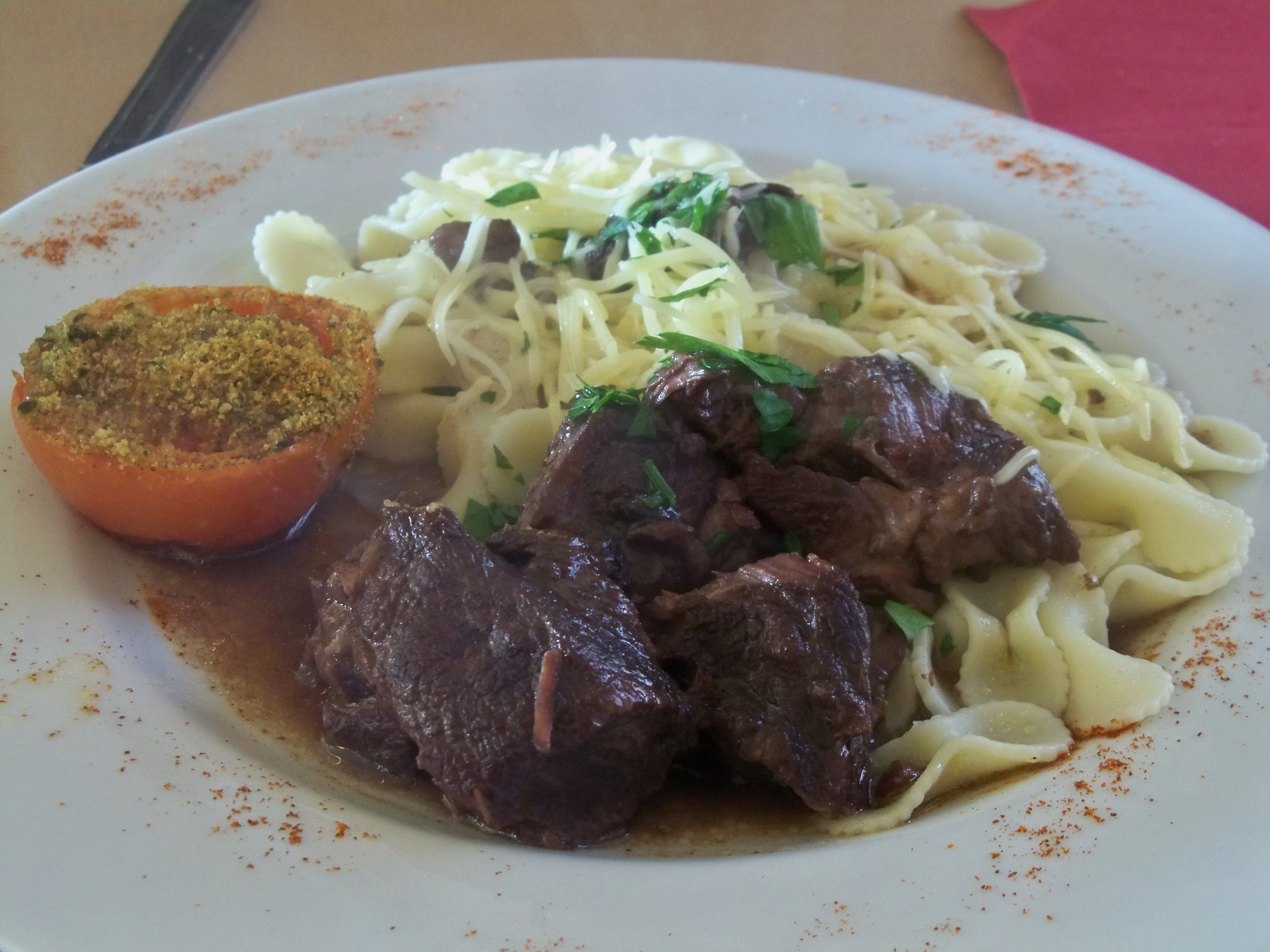
Сіве з кабана

Сіве́ (фр. civet) — страва окситанської кухні, різновид рагу, що містить зазвичай місцевий різновид цибулі або інші їстівні бульби. Зазвичай в сіве додають червоне вино, а соус містить кров тварин (хоча історично це не завжди було так): кролика, кабана, омара, півня або навіть фазана .
Невідомо, чи походить назва з окситанської або французької мови. Походить від фр. cive/civette (діалектна назва цибулі) і означає буквально «страва, приготована з цибулі».
В Середньовіччя сіве рідко містило зайчатину. Кров у підливі також з'явилася досить пізно, що частково було пов'язано з труднощами її замішування до складу. Бульйон, що виходить в результаті цього змішання, став в наші дні причиною успіху сіве як страви, рецепт якої устоявся лише на початку XX століття..